# Bataille de Henderson's Hill
 (novembre 2023).
La mise en forme du texte ne suit pas les recommandations de Wikipédia : il faut le « wikifier ».
Les points d'amélioration suivants sont les cas les plus fréquents. Le détail des points à revoir est peut-être précisé sur la page de discussion.
- Les titres sont pré-formatés par le logiciel. Ils ne sont ni en capitales, ni en gras.
- Le texte ne doit pas être écrit en capitales (les noms de famille non plus), ni en gras, ni en italique, ni en « petit »…
- Le gras n'est utilisé que pour surligner le titre de l'article dans l'introduction, une seule fois.
- L'italique est rarement utilisé : mots en langue étrangère, titres d'œuvres, noms de bateaux, etc.
- Les citations ne sont pas en italique mais en corps de texte normal. Elles sont entourées par des guillemets français : « et ».
- Les listes à puces sont à éviter, des paragraphes rédigés étant largement préférés. Les tableaux sont à réserver à la présentation de données structurées (résultats, etc.).
- Les appels de note de bas de page (petits chiffres en exposant, introduits par l'outil «  Source ») sont à placer entre la fin de phrase et le point final[comme ça].
- Les liens internes (vers d'autres articles de Wikipédia) sont à choisir avec parcimonie. Créez des liens vers des articles approfondissant le sujet. Les termes génériques sans rapport avec le sujet sont à éviter, ainsi que les répétitions de liens vers un même terme.
- Les liens externes sont à placer uniquement dans une section « Liens externes », à la fin de l'article. Ces liens sont à choisir avec parcimonie suivant les règles définies. Si un lien sert de source à l'article, son insertion dans le texte est à faire par les notes de bas de page.
- La présentation des références doit suivre les conventions bibliographiques. Il est recommandé d'utiliser les modèles {{Ouvrage}}, {{Chapitre}}, {{Article}}, {{Lien web}} et/ou {{Bibliographie}}. Le mode d'édition visuel peut mettre en forme automatiquement les références.
- Insérer une infobox (cadre d'informations à droite) n'est pas obligatoire pour parachever la mise en page.

Pour une aide détaillée, merci de consulter Aide:Wikification.
Si vous pensez que ces points ont été résolus, vous pouvez retirer ce bandeau et améliorer la mise en forme d'un autre article.
Guerre de Sécession
La bataille de Henderson's Hill ou la bataille de Bayou Rapides fut une confrontation entre une division de l'armée de l'Union dirigée par le général de brigade Joseph A. Mower et un régiment de cavalerie et d'artillerie de l'armée confédérée sous le commandement du colonel William G. Vincent le 21 mars 1864, lors de la guerre civile américaine. Ce soir-là, durant une tempête de pluie, Mower envoya une brigade d'infanterie contourner les lignes ennemies et se positionner à l'arrière des troupes de Vincent. L'attaque-surprise ultérieure de la brigade permit la capture de la plupart des soldats confédérés. Mower ne put cependant exploiter cette victoire mineure, car l'arrivée d'unités militaires et navales de l'Union supplémentaires fut retardée. Cet affrontement se produisit pendant la campagne de la rivière Rouge, où l'armée de l'Union dirigée par le major-général Nathaniel P. Banks tenta de s'emparer de Shreveport, en Louisiane, contre ses défenseurs confédérés dirigés par le lieutenant-général Richard Taylor.

## Prélude

### Plan
Inquiet de l'expédition française de Maximilien au Mexique, le président Abraham Lincoln souhaitait que les opérations militaires de ses armées rétablissent le contrôle des États-Unis sur une partie du Texas. Malgré l'opposition du lieutenant-général Ulysses S. Grant et des majors généraux William T. Sherman et Nathaniel P. Banks, Lincoln et le major-général Henry Halleck élaborèrent un plan pour utiliser la rivière Rouge comme couloir d'invasion. En tant que commandant du département du Golfe, Banks fut chargé de coordonner les opérations avec le major-général Frederick Steele en Arkansas et Sherman. Le plan était que Banks, avec 17 000 soldats, remonte le Bayou Teche et rejoigne à Alexandria (Louisiane) le 17 mars 10 000 soldats empruntés à la division militaire du Mississippi, qui était sous le commandement de Sherman. De là, cette force militaire unifiée remonterait la rivière Rouge en direction de Shreveport. Pendant ce temps, Steele, avec 15 000 hommes, devait se déplacer vers le sud depuis Little Rock dans l'Arkansas et rencontrer Banks à Shreveport, Alexandria ou à Natchitoches. Cependant, la colonne de Steele se mit en route si tard qu'elle mena une série d'actions distinctes du plan établi. 

### Forces en présences
Le département du Trans-Mississippi du général Edmund Kirby Smith comptait 30 000 soldats confédérés répartis également en trois corps. Ceux-ci étaient dirigés par Richard Taylor en Louisiane, le major-général John B. Magruder sur la côte du Texas et le lieutenant-général Theophilus H. Holmes près de Camden, dans Arkansas. Taylor avait à sa disposition la division d'infanterie du major général John George Walker (3 brigades) à Marksville, et la division d'infanterie du brigadier général Alfred Mouton (2 brigades) sur la rivière Rouge en aval d'Alexandria. Le 2e régiment de cavalerie de Louisiane de Vincent était posté à Vermilionville sur Bayou Teche, à l'exception de trois compagnies qui étaient sous les ordres de Walker.  La cavalerie du brigadier général Thomas Green venait également du Texas, mais ne renforcerait Taylor que lors de la première semaine d'avril. 
Le 10 mars 1864, les 10 000 hommes "empruntés" à Sherman quitta Vicksburg à bord de transports fluviaux. Dirigés par le général de brigade A.J. Smith et accompagné de 13 cuirassés et de 7 canonnières à faible tirant d'eau commandées par le contre-amiral David Dixon Porter,  ils faisaient partie de deux divisions de Mower du XVIe corps et d'une division de 1 700 hommes du XVIIe corps sous les ordres du général de brigade T. Kilby Smith. La force de Banks comprenait les deux divisions du général de brigade Thomas E.G. Ransom du XIIIe corps (4 800 hommes), les deux divisions du major général William B. Franklin du XIXe corps (10 500 hommes) et une division de cavalerie dirigée par le général de brigade Albert  Lindley Lee (4 600 hommes). Banks disposait également d'une brigade de 1 500 soldats afro-américains dirigée par le colonel W.H. Dickey  et composée des 73e, 75e, 84e et 92e régiments d'infanterie afro-américains. 

### Déroulement des opérations

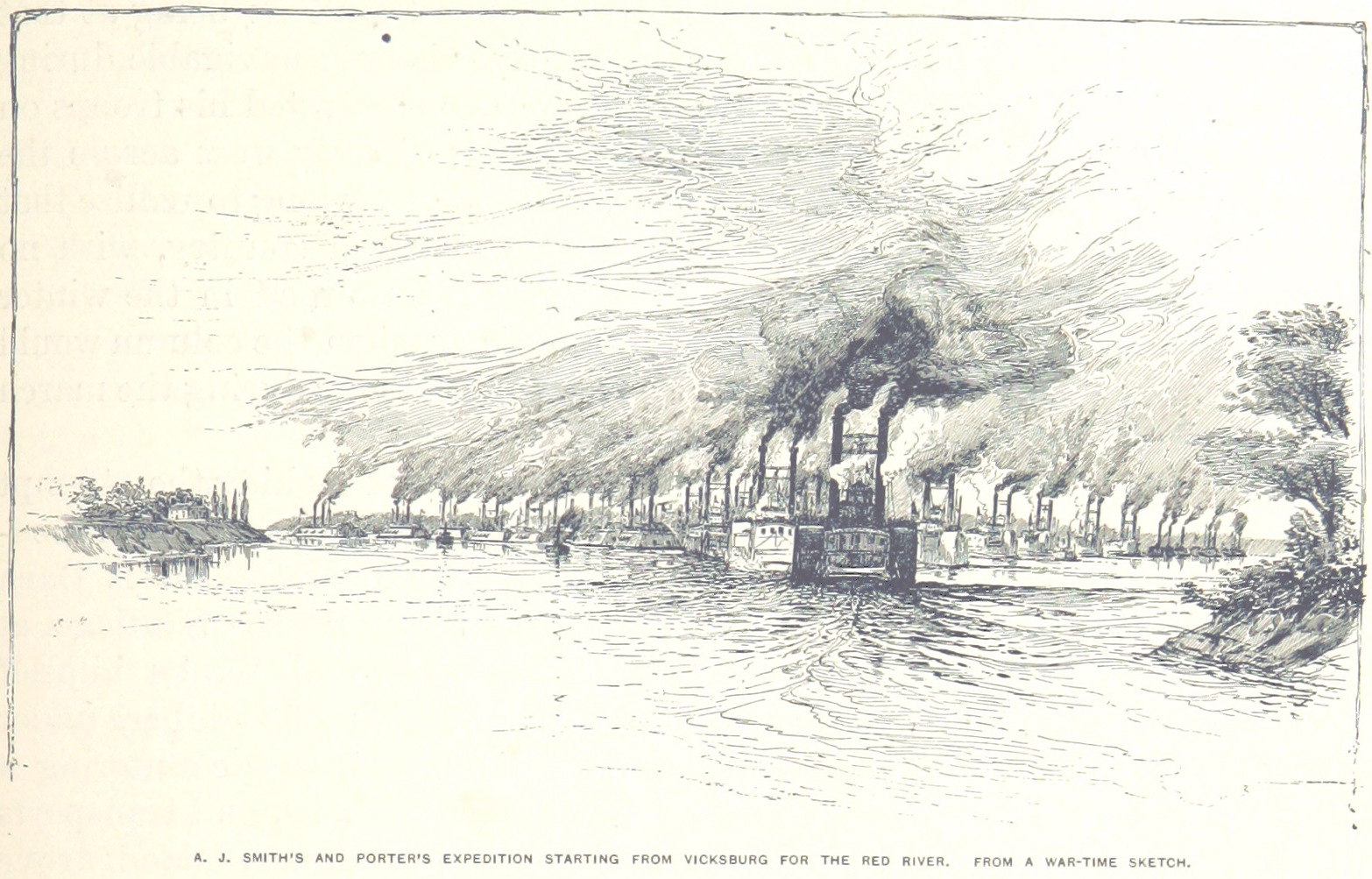
L'expédition de Smith et Porter quitta Vicksburg le 10 mars.

La flotte de Porter entra dans l'embouchure de la rivière Rouge le 12 mars 1864 et débarqua le corps d'A.J. Smith à Simmesport le lendemain. La division de Walker, qui contrôlait la zone située entre les villes de Simmesport et Opelousas, se retira immédiatement derrière Bayou Boeuf d'où elle pouvait défendre Alexandria. Le 14 mars, lors de la bataille de Fort De Russy, les troupes d'A.J. Smith attaquèrent et capturèrent le fort. Il y eut 34 pertes du côté de l'Union contre 260 prisonniers confédérés, 8 canons lourds et 2 canons de campagne qui tombèrent entre les mains du gouvernement fédéral. Au même moment, la flotte de Porter franchit les obstacles qui parsemaient le fleuve et le remonta, atteignant Alexandria le 15 mars. Le lendemain, la ville fut capturée par la division de Kilby Smith qui débarquait des transports fluviaux. Taylor retira la division de Walker et rappela la division de Mouton du nord de la rivière Rouge. A.J. Smith suivit et ses forces furent établies à Alexandria le 18 mars  Le même jour, Taylor concentra les divisions de Walker et de Mouton dans la plantation de Carroll Jones, située à 58 km au nord-ouest d'Alexandria.  Les effectifs de Taylor comptaient 5 300 fantassins, 500 cavaliers et 300 artilleurs. Toutefois, Banks avait raté la date du 17 mars pour le rendez-vous avec A.J. Smith,  et la colonne de Banks, qui était commandée par Franklin, se dirigea vers le nord le long du Bayou Teche via Opelousas mais fut encore retardée par le mauvais temps. La division de cavalerie de Lee atteignit Alexandria le 19 mars, mais l'infanterie et l'artillerie de Franklin n'arrivèrent que les 25 et 26 mars. Cependant, le niveau d'eau de la rivière Rouge était encore trop bas et ce ne fut que le 3 avril que les 13 canonnières et 30 transports fluviaux de Porter purent remonter les rapides d'Alexandria. 

## Bataille

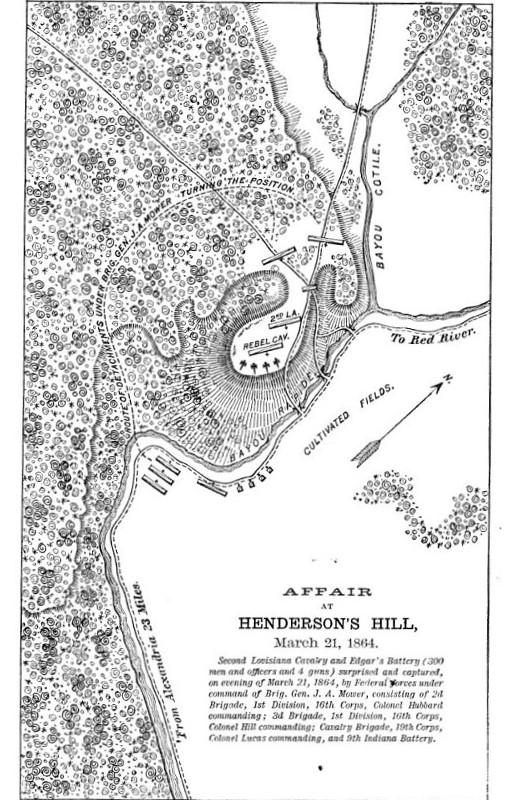
Bataille de Henderson's Hill, le 21 mars 1864

Le 2e cavalerie de Louisiane de Vincent rejoignit les forces de Taylor le 19 mars. Taylor renforça le régiment de Vincent avec la 1ère batterie texane de campagne du capitaine William Edgar et l'envoya vers Alexandria, où il affronta les troupes de l'Union pendant deux jours.  A.J. Smith ordonna à Mower de prendre sa propre division d'infanterie et la brigade de cavalerie du colonel Thomas J. Lucas en éclaireurs vers le nord.  La force de Mower comprenait les brigades d'infanterie des colonels Sylvester G. Hill et Lucius Frederick Hubbard, ainsi que la 9e batterie de l'Indiana.  Le 21 mars, la force opérationnelle de Mower marcha vers le nord le long des Bayou Rapides. La cavalerie de Lucas força les troupes de Vincent à se replier jusqu'à la limite sud de Henderson's Hill. Lorsque l'infanterie de Mower arriva, les troupes de Vincent avaient formé une ligne défensive, appuyée par l'artillerie d'Edgar. Vincent demanda alors à Taylor d'envoyer des renforts. 

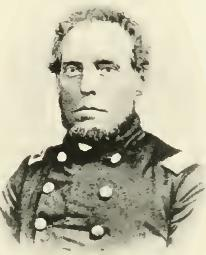
Sylvester G. Hill

Mower ordonna Lucas de faire diversion pour attirer l'attention des confédérés, et envoya la brigade de Hill s'infiltrer derrière le flanc droit de Vincent afin d'attaquer les confédérés par l'arrière. Après avoir marché 12,9 km sous une pluie froide et une tempête de grêle, les troupes de Hill se mirent en position au crépuscule. Ils assaillirent la position de Vincent par l'arrière avec des baïonnettes et pénétrèrent dans le camp confédéré, ne rencontrant comme résistance « quelques coups de pistolet » seulement. Les confédérés, pensant que les troupes de Hill étaient des renforts envoyés par Taylor, furent totalement pris par surprise. 
Par la suite, Walter Coffey affirma que les troupes de l'Union prirent 222 hommes, 4 canons, 4 caissons, 32 chevaux d'artillerie, 126 chevaux de cavalerie, 92 armes légères et 1 ambulance. Vincent, quant à lui, échappa à la capture avec quelques autres soldats.  L'historien Mark M. Boatner III déclara que les troupes de Mower capturèrent 250 hommes et 4 canons.   Le rapport officiel d'A.J. Smith indique que ses troupes avaient pris deux obusiers M1841 de 12 livres, deux canons de campagne M1841 de 6 livres et quatre caissons. Il affirmait que les capturés comprenaient 4 officiers et 45 hommes du bataillon texan d'Edgar, 15 officiers et 192 hommes de la 2e cavalerie de Louisiane, 2 hommes du 16e régiment de cavalerie texan et 3 officiers de divers commandements, pour un total de 22 officiers et 239 soldats capturés. 
Taylor imputa sa défaite à « la trahison des citoyens » qui montrèrent aux troupes de l'Union « une route inconnue de [ses] meilleurs guides ».  Un homme enrôlé dans la division de Walker expliqua l'effet de surprise par le fait que les défenses arrières de Vincent étaient trop éloignées les unes des autres, permettant à un « Jayhawker » (unioniste de Louisiane) de se faire passer pour un défenseur et d'obtenir le mot de passe d'un courrier arrivant de Taylor. Ayant obtenu cette information, l'unioniste se rendit au camp fédéral et révéla le mot de passe. Grâce à cela, les fédéraux purent s'emparer des arrières de Vincent sans qu'aucune alarme ne soit donnée.  Taylor se plaignit que la perte de sa cavalerie le laissait sans capacité de reconnaissance. Néanmoins, l'armée de l'Union ne réussit pas à exploiter sa victoire. Mower retourna à Alexandria afin d'attendre l'arrivée de l'infanterie et de l'artillerie de Banks, tandis que les forces de Taylor se repliaient sur Natchitoches et Mansfield.  La bataille de Mansfield, le 8 avril, marque l'extrême limite de l'avancée de l'armée de l'Union. 